# Cleonymus trifasciatipennis
Cleonymus trifasciatipennis är en stekelart som först beskrevs av Girault 1915.  Cleonymus trifasciatipennis ingår i släktet Cleonymus och familjen puppglanssteklar. Inga underarter finns listade i Catalogue of Life.